# 纳希拉巴德县

所在位置

纳希拉巴德县为巴基斯坦俾路支省中部的一个县。总人口350,000（2005年估计值），99%信仰伊斯兰教。县治位于Dera Murad Jamali。

## 行政区划
纳希拉巴德县分为3个乡。